# Acacia leptopetala
Acacia leptopetala é uma espécie de leguminosa do gênero Acacia, pertencente à família Fabaceae.